# Ломбу (Маседу-де-Кавалейруш)
Ломбу (порт. Lombo) — район (фрегезия) в Португалии, входит в округ Браганса. Является составной частью муниципалитета Маседу-де-Кавалейруш. По старому административному делению входил в провинцию Траз-уж-Монтиш и Алту-Дору. Входит в экономико-статистический субрегион Алту-Траз-уш-Монтеш, который входит в Северный регион. Население составляет 600 человек на 2001 год. Занимает площадь 14,45 км².